# إسترانا
إسترانا (بالإيطالية: Istrana)‏ هي بلدية في مقاطعة تريفيزو بمنطقة فنيتة، شمال إيطاليا. تقع على بعد 35 كيلومترًا (22 ميلًا) شمال غرب مدينة البندقية، و12 كيلومترًا (7 ميلًا) غرب تريفيزو.